# جگوار مارک ۱

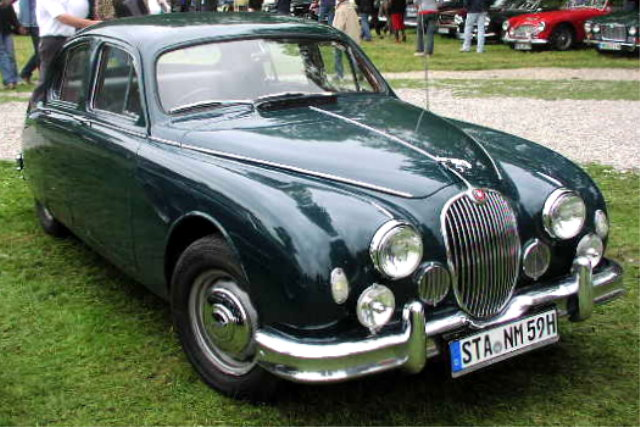

جگوار مارک ۱ (Jaguar Mark 1) خودرویی است که در سال‌های ۱۹۵۵–۱۹۵۹۳۷،۳۹۷ produced تولید شده‌است. سیستم جعبه‌دندهٔ آن ۳ دنده به دو صورت خودکار و دستی است.